# Josep d'Amat i de Rocabertí
Josep d'Amat i de Rocabertí   (1729 - Barcelona, 12 de febrer de 1775) fou un noble català, senyor de Castellar i governador al Perú.

## Biografia
Era el segon dels dotze fills de Josep d'Amat i de Junyent i d'Anna de Rocabertí i Descatllar, marquesos de Castellbell. El 1761 va anar al Perú, acompanyant el seu oncle Manuel d'Amat i de Junyent, que prenia possessió del càrrec de virrei. Josep tenia 32 anys i van arribar-hi el 21 de juny del 1762, després de tres mesos de viatge fins a Buenos Aires i dos més fins a Lima. Com a militar va arribar al càrrec de Tinent coronel de dragons dels Reials Exèrcits i després va servir al seu oncle com a governador de la província de Tarma.
El 1774 va tornar a Barcelona malalt de paludisme i morir el 12 de febrer de 1775 a l'edat de 46 anys i solter. En el seu testament deixa 16.400 pesos als pobres, en especial als indis de la província de Tarma. Amb aquests diners el seu oncle va fer repartir 65.600 varas de roba entre 4.500 indis tributaris, xolos i mestissos. Va ser succeït pel seu germà Antoni d'Amat i Rocabertí.